# オセアニアラグビーU-20チャンピオンシップ
オセアニアラグビーU-20チャンピオンシップ（英語: Oceania Rugby Under 20 Championship）は、オセアニアで開催されている国際ラグビー大会。

## 歴史
2015年、創設。
2020年にはCOVID19 (新型コロナウイルス感染症)の影響で、チャンピオンシップが中止となり、2021年にはチャンピオンシップが延期となってトロフィーが中止になった。

## 歴代優勝国

### チャンピオンシップ
| 2015 | ニュージーランド     |
| 2016 | ニュージーランド     |
| 2017 | ニュージーランド     |
| 2018 | ニュージーランド     |
| 2019 | オーストラリア       |
| 2020 | 中止のため優勝国なし |
| 2021 | 延期                 |

### トロフィー
| 2015 | フィジー             |
| 2016 | フィジー             |
| 2017 | フィジー             |
| 2018 | トンガ               |
| 2019 | 中止のため優勝国なし |
| 2020 | サモア               |
| 2021 | 中止のため優勝国なし |

## 外部サイト
- 公式ウェブサイト